# 日雇い刑事
『日雇い刑事』（ひやといでか）は2002年4月27日に公開された奥秀太郎監督の日本映画である。

## 解説
大人計画とHIGHLEG JESUSという、当時の小劇場ブームを象徴する劇団の役者が多数出演している。奥秀太郎が両劇団の劇中映像を数多く手がけていたことからこのキャスティングが実現した。
2002年の公開時には、テアトル新宿のレイトショーで異例の動員を記録し奥秀太郎監督初公開作品としてセンセーショナルなデビューを飾った。後に「刑事まつり」シリーズ等、多くのフォロワーを生んでいる。また、撮影(DVカメラ)・編集(ノンリニアシステム)・上映(プロジェクター)と一貫してデジタルが採用されたため、映画のデジタル化という側面でも画期的な作品である。奥秀太郎の次作『日本の裸族』は、本作の続編的な作りとなっている。

## あらすじ
長引く不況の中、警察はついに刑事にもパートタイム制を導入した。そんな日雇いデカの一人・通称“日雇い”（今奈良孝行）は、外国人留学生の住む家賃一万五千円の四畳半アパートで寝起きし、普段は鳶職人として働いているが、事件が起こると携帯で呼び出される生活。
一方東大を出たヤス（阿部サダヲ）は、コンピューター組立販売で富を得て一躍時の人となった組長（皆川猿時）率いる山口組系長坂組の新入組員となる。バイオ（宮藤官九郎）はコンピューターにLSDを仕込み密輸することを企てるが、組長がその事業に熱中するあまり愛人むつこ（中坪由起子）は浮気をしてしまう。その相手はなんとヤスだった。
組長から逃げるヤスは、組の捜査を担当していた日雇いと出会い奇妙な交流が始まる……。超アナログ・下品・無知を極めたやさぐれ刑事と、ハイテク・ゴージャス・インテリジェントなヤクザたち。崩壊寸前の日本をゆさぶる仁義なき階級闘争、その運命やいかに！？

## スタッフ
- 監督・脚本・撮影・音楽・編集：奥秀太郎

## キャスト
- 日雇い：今奈良孝行
- ヤス：阿部サダヲ
- バイオ：宮藤官九郎
- ニッキー：河原雅彦
- 組長：皆川猿時
- バンジー：荒川良々

## DVD
- NEGA版 - 2007年2月20日発売
- アップリンク版 - 2003年2月28日発売 (現在廃盤)